# 北山みつき
北山 みつき（きたやま みつき、1967年12月6日 - ）は日本の演歌歌手、シャンソン歌手、グラビアアイドル。本名及び旧芸名は北山 弥樹（きたやま みつき）。所属事務所はテナーオフィス。2度の結婚・離婚歴がある。

## 略歴
神奈川県藤沢市出身、湘南学園高等学校音楽コース→洗足学園大学（現・洗足学園音楽大学）器楽科ピアノ専攻卒業。妹が2人いる。レコード会社はテイチクエンタテインメント。1994年4月、『生まれたての贈り物』でアルバムデビュー。1995年4月、『父ゆずり』でキングレコードよりシングルデビュー。2013年4月24日、シングル『あなたの笑顔〜トゥトゥアロハ〜』で徳間ジャパンよりメジャーデビュー。2014年8月20日発売の『背中から抱きしめて』よりテイチクエンタテインメントへ移籍。
大学在学中よりプロシンガーとして活動。シャンソン、ラテンをベースに、ポップスから歌謡曲まで歌いこなし、ライブハウス等で活動してきた。特技のソフトバレーボールでは4人制において、エースアタッカーとして全国大会に4回出場。その他。ビーチバレー，着物ドレス作り，コスプレ，ネイルアート，写真集集め，スカイダイビング，スキューバ，バンジージャンプ，川下り，セスナ操縦，風水など多彩な趣味を持つ。また海外渡航歴もアメリカ合衆国や中国を始め、60カ国以上にのぼる。 
2013年にメジャーデビューすると、ソフトバレーで鍛えたB88（Eカップ）・W60・H86というスリーサイズのボディに注目が集まり、美熟女グラビアアイドルとしても活動を開始。電子写真集も出版した。「水着で歌う演歌歌手」のポジションを確立し、『背中から抱きしめて』の発売記念イベントでは、水着姿で登場した。またバラエティ番組にも出演し、独特のキャラクターで注目されている。
2018年8月19日、自身のブログでオスマン・サンコン（ギニア共和国出身のタレント、元外交官）と3度目の結婚をすることを公表した。日本では重婚となるため（サンコンは2人の妻が既にいる）ギニア国籍を取得予定。

## ディスコグラフィー（シングル）
1. 伝説の森 1995年4月<キングレコードより発売、北山弥樹として>
2. 八丈恋歌（作詞：坂本寿美子、作曲：南里有紀、編曲：中山信介）2006年7月25日<アートユニオンより発売、北山弥樹として>
3. 父ゆずり（作詞：みろく、作曲：D-music、編曲：中村暢之）2012年10月3日<インディーズとして発売、ここより北山みつきとして>
4. あなたの笑顔〜トゥトゥアロハ〜（作詞：D-music、作曲：D-music、編曲：中村暢之）2013年4月24日<徳間ジャパンより発売>
5. 背中から抱きしめて（作詞：山本茉莉、作曲：都志見隆、編曲：若草恵）2014年8月20日<テイチクエンタテインメントより発売>
6. 女友達/愛されるなら 嘘がいい（作詞：北山みつき、作曲：若草恵、編曲：若草恵）2017年3月22日<テイチクエンタテインメントより発売>
7. ケ・セラ・セラ～魔法の言葉（作詞：北山みつき、作曲：都志見隆、編曲：都志見隆）2019年3月20日　C/W 明日の風に吹かれましょう<テイチクエンタテインメントより発売>

## 出演

### テレビ
- 有吉反省会（日本テレビ系列。第44回〈2014年2月16日〉）
- たけしのダンカン馬鹿野郎!!（フジテレビ系列。2014年10月17日）[3]
- 開運音楽堂（TBSテレビ〈関東ローカル〉。2014年10月25日）
- 歌よ響け!希望の空へ〜虹の架け橋まごころ募金コンサート〜（NHK BSプレミアム。2014年11月3日）[4]

### ラジオ
- みつき屋みつき（レディオ湘南。2012年7月1日〜2014年3月30日）
- 北山みつきのゆったりゆらり（ラジオ日本。2013年10月5日〜2014年6月28日）
- 夏木ゆたかのホッと歌謡曲（ラジオ日本） ゲストとして出演

ほか

### 雑誌
- 週刊プレイボーイ（集英社、2014年No.17〈4月14日発売〉） - 北山みつき『逃避行』[5]
- 週刊SPA!（扶桑社、2014年9月2日号） - グラビアン魂（北山みつき）[6][7]